# Buco nell'ozono
La riduzione dell'ozonosfera e il buco dell'ozonosfera sono due fenomeni connessi con la riduzione dell'ozono stratosferico, intendendosi con essi rispettivamente:
- il calo lento e globale dell'ozono stratosferico totale ovvero nell'ozonosfera dai primi anni ottanta in poi;
- il molto più potente, ma intermittente fenomeno della riduzione dell'ozono delle regioni polari terrestri, quello a cui più propriamente ci si riferisce quando si parla di "buco nell'ozono", in realtà un assottigliamento marcato dello strato stesso.

Lo strato di ozono è uno schermo fondamentale per l'intercettazione di radiazioni letali per la vita sulla Terra, e la sua formazione avviene principalmente nella stratosfera alle più irradiate latitudini tropicali, mentre la circolazione globale tende poi ad accumularlo maggiormente alle alte latitudini e ai poli.
Il meccanismo di formazione del buco è diverso dall'assottigliamento alle medie latitudini dello strato di ozono, ma entrambi i fenomeni si basano sul fatto che gli alogeni, principalmente cloro e bromo, catalizzano reazioni ozono-distruttive. I composti responsabili appaiono essere principalmente dovuti all'azione umana.
I fenomeni stratosferici non vanno confusi col fatto che l'ozono è un energico ossidante e per gli esseri viventi è un gas altamente velenoso, quindi dannoso se presente a bassa quota, dove può formarsi essendo uno dei contaminanti gassosi dell'inquinamento atmosferico, un inquinante secondario formantesi in seguito, in genere, a combustioni, con caratteristiche sterilizzanti verso ogni forma di vita. Invece, in alta quota, è un gas essenziale al mantenimento della vita sulla Terra, poiché assorbe le radiazioni dannose ultraviolette, e tale strato può assottigliarsi, ma non può del tutto scomparire, dato che, dopo lo strato di ozono, i raggi UV irraggerebbero l'ossigeno presente nello strato atmosferico successivo andando a ricreare ancora ozono.

## Descrizione
Il buco dell'ozono è una riduzione ciclica dello strato di ozono stratosferico (ozonosfera) che si verifica, principalmente in primavera, sopra le regioni polari.
La diminuzione può arrivare fino al 71% nell'Antartide e al 29% (2011) nella zona dell'Artide.
La riduzione dell'ozono indica il generico assottigliamento dell'ozonosfera, una fascia della stratosfera che si è cominciato a studiare e rivelare a partire dalla fine degli anni settanta (stimata intorno al 5% dal 1979 al 1990), grazie anche agli studi e ai progressi scientifici permessi dall'esplorazione dell'atmosfera di Venere negli anni precedenti.
La riduzione si verifica principalmente per distruzione catalitica da parte di composti alogenati di fonte antropica (determinabili e convertibili abitualmente in cloro equivalente) che raggiungono la stratosfera, ciò è causato anche dai clorofluorocarburi. Nonostante la densità maggiore dell'aria dei medesimi; per un meccanismo a catena, un atomo di cloro proveniente da dissociazione fotochimica per opera dei raggi solari reagisce con la molecola di ozono prendendone un atomo di ossigeno, formando ClO e normale ossigeno molecolare; il primo composto reagisce con altro ozono per ridare un atomo di cloro elementare, propagando così la reazione. Non sono note rilevanti ed equivalenti fonti naturali dei composti destruenti l'ozono, escludendo solo il cloruro di metile che pur essendo l'alocarburo singolarmente più abbondante, in parte di origine naturale, con il 15% ne costituisce solo una porzione ridotta.
Lo strato di ozono (O3) funge da filtro per le radiazioni ultraviolette: infatti assorbe del tutto la loro componente UV-C, e per il 90% la UV-B. Gli UV-A non risentono molto dell'atmosfera, ma d'altronde sono poco attivi biologicamente.
Quindi la dose di radiazioni UV-B che raggiunge la superficie terrestre dipende inversamente dalla concentrazione di ozono in alta atmosfera. Le radiazioni UV-B possiedono un effetto sterilizzante per moltissime forme di vita, sono dannose per la pelle, potendo innescare la formazione di melanomi e altri tumori, e per gli occhi, causare una parziale inibizione della fotosintesi delle piante, con conseguente rischio di abbassamento delle capacità di alimentarsi da parte di tutto l'ecosistema, diminuzione dei raccolti compresa, e distruggere frazioni importanti del fitoplancton che è alla base della catena alimentare marina.

### Dinamiche del fenomeno

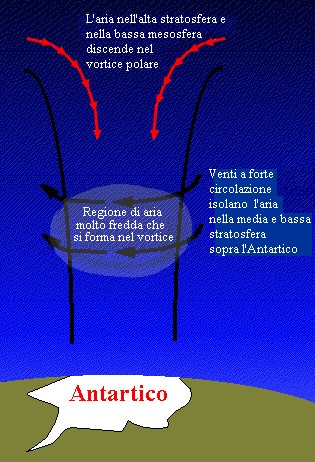
Vortice polare che si sviluppa nelle stagioni invernali sopra le regioni polari

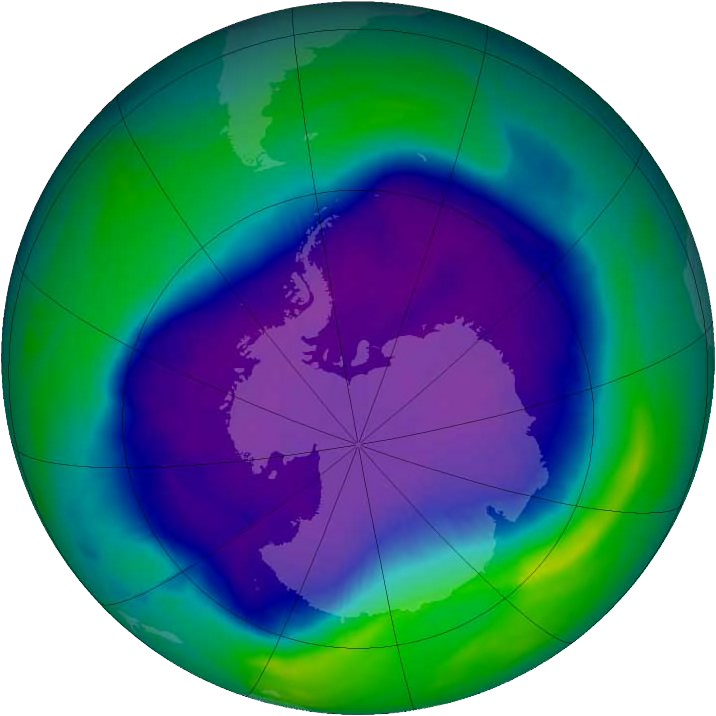

Con gli studi e i dati raccolti negli anni 2000 si sono svelate le dinamiche naturali del fenomeno del buco dell'ozono. Coesistono tre elementi principali:
1. La formazione dell'ozono, fotochimica, a partire dall'azione solare sulla molecola del normale ossigeno diatomico;
2. La ridistribuzione globale dell'ozono, che tende a impoverirsi o arricchirsi, in realtà variando lo spessore dello strato, per opera della circolazione globale;
3. La distruzione dell'ozono per opera di molecole reattive, principalmente alogenuri organici.

La circolazione invernale dell'atmosfera ai poli simile a quella di un grande vortice: a causa delle temperature bassissime si verifica la formazione di nubi stratosferiche polari e vortici, che circolano intorno ai poli e sono isolati dal resto dell'atmosfera.
All'interno di queste nubi viene promossa la formazione di grandi quantità di cloro molecolare gassoso (Cl2) che origina dai clorofluorocarburi (CFC).
Alla fine della primavera, il vortice polare si rompe e si verifica l'afflusso di aria con gran contenuto di ozono proveniente dalle zone tropicali, dove l'ozono si forma preferenzialmente a causa della radiazione solare più intensa (infatti l'ozono si forma dove i raggi solari sono più intensi).
Al primo sole primaverile il cloro molecolare gassoso (Cl2) si dissocia per mezzo della radiazione ultravioletta in cloro monoatomico radicale (Cl-) che innesca la reazione di distruzione dell'ozono stratosferico sopra l'Antartide.
In tarda primavera le nubi polari stratosferiche scompaiono, i meccanismi di distruzione catalitica si arrestano e il "buco" si richiude.
Inoltre, il suolo polare si riscalda e di conseguenza riscalda l'aria sovrastante, che sale fino alla stratosfera. Qui questa massa d'aria diluisce lo strato ricco di ozono presente in quel luogo spostandolo anche lateralmente.
Fenomeni come questo dove correnti d'aria, causate da variazioni termiche, salgono e scendono sono normali e accadono a tutte le latitudini. I movimenti atmosferici che spostano masse d'aria da una zona a un'altra del globo terrestre non distruggono l'ozono, ma in maniera più semplice lo ridistribuiscono.
Infatti alla base dell'allargamento o restringimento annuale del buco dell'ozono contribuiscono i seguenti fattori:
1. la quantità di composti organici alogenati come gli alogenuri alchilici e in particolare i cloro-fluoro carburi che reagiscono con l'ozono. Questo fattore dipende dalla temperatura polare: se in inverno si formano vortici polari più freddi rispetto all'anno precedente, si generano maggiori nubi di cloro molecolare gassoso che, salendo nella stratosfera, e dissociandosi in primavera in seguito alla radiazione ultravioletta, provocano una maggiore distruzione di ozono e un allargamento del "buco".
2. la quantità di radiazione solare che raggiunge a primavera la stratosfera polare (radiazione che scinde le molecole di cloro molecolare gassoso presente nelle nubi e le rende libere di reagire con l'ozono stratosferico). Maggiore sarà l'azione dei raggi cosmici, più intensa sarà la quantità di cloro monoatomico liberata dalle nubi e pronta a reagire e distruggere l'ozono.

Oggi è più chiaro anche il motivo, perché il buco dell'ozono è più intenso al Polo Sud rispetto al Polo Nord e perché subisce anche forti variazioni da un anno all'altro. Infatti l'assottigliamento dello strato di ozono polare è fortemente dipendente dall'intensità e dalle temperature gelide del vortice polare che si sviluppa nell'inverno prima del fenomeno: al Polo Sud dove il vortice è più freddo e più intenso (perché meno disturbato dalle correnti oceaniche o dalla presenza di terre vicine) si hanno assottigliamenti maggiori rispetto al Polo Nord, dove al contrario il vortice meno gelido e meno intenso sviluppa al suo interno meno nubi contenenti cloro.
Altra relazione è stata trovata tra alcune eruzioni vulcaniche e il successivo aumento del buco dell'ozono: le eruzioni vulcaniche emettono, tra le altre cose, diverse particelle che possono interagire con l'ozono, tra cui acido cloridrico e cloro. Queste sono in grado, quando raggiungono lo strato di ozono, di ridurlo in maniera significativa. Tale correlazione tra vulcani e ozono è stata osservata e misurata dopo alcune grandi eruzioni vulcaniche.

## Il ciclo dell'ozono
Il meccanismo di schermo è semplice: quando un raggio ultravioletto colpisce una molecola di ozono, questa lo assorbe scindendosi in O2 + O. L'ossigeno monoatomico formato reagisce con una molecola di O2 per formare ancora ozono, e il ciclo quindi ricomincia.

### Consumo dell'ozono
In seguito le radiazioni UV dissociano una molecola di ozono in una di ossigeno biatomico e una in ossigeno monoatomico, filtrando così il raggio UV:
- O3 + radiaz. UV → O2 + O (filtro UV)

Durante la notte l'ossigeno monoatomico, essendo altamente reattivo, si combina con l'ozono per formare due molecole di ossigeno biatomico:
- O3 + O → 2 O2

Oppure (questo per il rigeneramento dell'ozono):
- O2 + O → O3

L'equilibrio di queste reazioni fotochimiche è facilmente perturbato da molecole che possono interferire con l'ozono, come i composti clorurati, i bromurati e gli ossidi di azoto prodotti dall'attività antropica. In particolare i clorofluorocarburi (o CFC, utilizzati nei circuiti di refrigerazione dei frigoriferi e negli impianti di condizionamento) sono considerati fra i principali responsabili del buco nell'ozono, più specificamente i composti organici alogenati contenenti cloro e bromo, che liberano gli alogeni in seguito all'azione dei raggi solari, secondo la reazione:
- CFCl3 + radiazione elettromagnetica → Cl· + ·CFCl2

dove una molecola di CFCl3 si scompone in cloro atomico (un radicale cloro) (Cl·) e in un radicale ·CFCl2.

Il cloro così liberato in atmosfera porta alla distruzione dell'ozono presente nella stratosfera. Esso, e analogamente altri alogeni come il bromo, reagisce infatti con l'ozono (O3) estraendo da esso un atomo di ossigeno per formare monossido di cloro (ClO·) e ossigeno molecolare (O2). Il ClO· formato reagisce a sua volta con una seconda molecola di ozono a formare un radicale cloro (Cl·) e una molecola di ossigeno molecolare, come schematizzato nelle seguenti reazioni:
- Cl· + O3 → ClO· + O2

Un atomo di cloro rimuove un atomo di ossigeno dall'ozono a formare il radicale ClO·.
- ClO· + O3 → Cl· + O2

Il radicale ClO· neoformato può a sua volta reagire con un'altra molecola di ozono per rimuovere un altro atomo di ossigeno liberando cloro atomico (Cl·) che così può ricominciare il ciclo.
Il risultato di tali reazioni è una diminuzione della quantità di ozono nella stratosfera. Infatti, un singolo atomo di cloro (o di bromo) è in grado di perpetrare la sua azione distruttiva nei confronti dell'ozono fino a due anni dalla sua liberazione, reagendo con 100 000 molecole di ozono prima di essere rimosso dal ciclo catalitico. Tuttavia tale ciclo può essere interrotto attraverso il completamento di cicli nulli (null cycles), ovvero reazioni che portano alla formazione di molecole che non reagiscono a catena con altri componenti presenti in atmosfera.
L'ozono può anche essere distrutto cataliticamente da un certo numero di radicali liberi, i più importanti dei quali sono il radicale ossidrile (OH·), il radicale monossido di azoto (NO·), il radicale cloro atomico (Cl·) e il radicale bromo atomico (Br·). Verifiche ulteriori hanno dimostrato che gli alogeni e i loro ioni atomici fluoro (F·) e iodio (I·) possono partecipare ad analoghi cicli catalitici, nonostante una chimica atmosferica che porta gli atomi di fluoro a reagire rapidamente formando HF, mentre le molecole organiche che contengono iodio reagiscono in bassa atmosfera a formare composti meno volatili e meno atti a raggiungere gli alti strati.

## Effetti sulla vita
(Ozone Secretariat, UNEP, "Action on Ozone")
Lo strato di ozono assorbe quasi tutte le dannose radiazioni ultraviolette, in particolare quelle chiamate UV-B al 95% e totalmente le UV-C (ovvero quelle che recano maggiormente danno all'epidermide), ma lascia trapassare quasi totalmente i raggi UVA (UV-A). Quindi, se lo strato si riduce, aumenta la quantità di radiazioni che raggiunge la superficie terrestre. Queste radiazioni, in quantità minime non sono dannose, anzi sono utili: per esempio, sono importanti nella nostra formazione della vitamina D. A dosi maggiori, però, questi raggi ultravioletti hanno effetti deleteri su tutta la vita di microrganismi, animali, piante, addirittura le materie plastiche risentono dei loro effetti.
In particolare, negli uomini esposizioni prolungate a radiazioni ultraviolette sono associate con:
- danni agli occhi: cecità da neve, cancro e cataratta;[13]
- alterazioni del sistema immunitario;[13]
- tumori alla pelle, melanomi, carcinomi (e associate mortalità; maggiore è l'esposizione, maggiore può essere la gravità della malattia, soprattutto nei bambini);[13]
- accelerazione del photoaging (invecchiamento cutaneo);[13]

Anche gli animali sono soggetti a danni simili: carcinomi associati all'esposizione solare ambientale sono stati riscontrati in cavalli, gatti, cani, capre, pecore e nel bestiame in generale.

## Dalla scoperta del buco nell'ozono a oggi

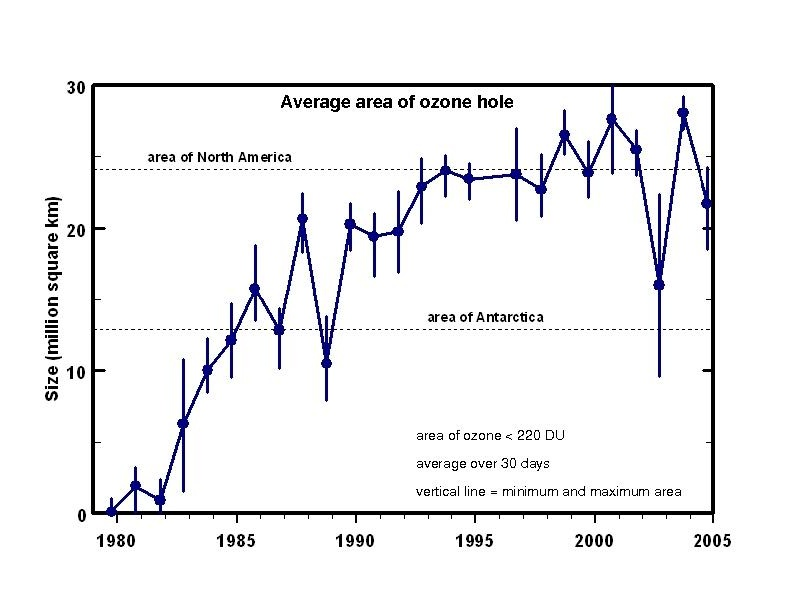
Incremento del buco nell'ozonosfera dal 1979 al 2004

La scoperta che la Terra possiede uno strato di ozono nelle parti più "alte" dell'atmosfera (stratosfera) è abbastanza recente e risale alla metà del XX secolo. La scoperta che tale strato presenta un assottigliamento marcato sopra le aree polari è ancora più recente e avviene grazie alle prime misurazioni effettuate nel 1974 da Frank Sherwood Rowland e Josè Mario Molina.
Dal 1982 si è cominciato a studiare e misurare il fenomeno fino alla scoperta nel 1985 di Joseph Charles Farman e collaboratori che l'assottigliamento dello strato di ozono sopra le regioni polari aumentava di anno in anno.
Sul finire del 1985, in seguito alla scoperta del fenomeno nella regione antartica (fenomeno rinominato comunemente "buco dell'ozono"), i governi mondiali ritennero necessario adottare delle misure per ridurre la produzione e il consumo dei gas Clorofluorocarburi (CFC), ritenuti in quegli anni gli unici responsabili dell'aumento dell'assottigliamento dell'ozono. In particolare, i responsabili dell'assottigliamento dello strato di ozono sono stati ritenuti i gas CFC emessi quotidianamente dalle attività umane nei paesi più industrializzati: tali gas (contenuti nei circuiti frigoriferi, nelle bombolette spray, ecc.) reagendo chimicamente con l'ozono stratosferico provocano l'assottigliamento dello strato di ozono e l'allargamento del "buco" sopra le regioni polari.
Nel 1987 venne firmato il Protocollo di Montréal, che imponeva la progressiva riduzione della produzione di CFC. Nel 1988 il fenomeno del "buco dell'ozono" cominciò ad apparire anche sopra il Polo Nord. Nel 1990 più di 90 paesi decisero di sospendere la produzione di gas CFC.
Dopo gli studi degli anni 2000 si è scoperto che i CFC non sono l'unica fonte di cloro per l'atmosfera: oggi è noto che nella stratosfera i clorocarburi sono sempre esistiti in conseguenza della lenta migrazione del clorometano prodotto dalla superficie della Terra e negli oceani sulla base di svariati meccanismi biologici e fotochimici, verificati in vivo e in vitro. Il fluoro e i fluoroderivati organici, al contrario, sono pressoché assenti da ogni processo di formazione per via biologica.
Il dibattito sul buco dell'ozono è stato molto acceso e agli scienziati e istituzioni che ritenevano prevalere le cause naturale del fenomeno, come le eruzioni vulcaniche, si sono contrapposti studi più approfonditi che ritengono determinante il ruolo causato da composti chimici prodotti dall'uomo o da attività dipendenti comunque dal comportamento umano.
Nel giugno del 2016 il MIT annuncia che, dai dati delle rilevazioni sulla quantità di ozono presente sull'Antartide a ottobre 2015, il buco nell'ozono si è ridotto di circa 4 milioni di km quadrati rispetto all'anno 2000, quando il buco nell'ozono ha raggiunto la sua massima espansione. Questo effetto si deve alla marcata riduzione nelle emissioni di CFC in atmosfera. Gli scienziati ipotizzano che, proseguendo con questa tendenza, il risanamento permanente del buco nell'ozono si avrà intorno al 2050.
Nel gennaio 2018 la NASA ha reso noto che il buco dell'ozono si è ridotto di circa il 20% dal 2005.
Nel 2020 causa una temperatura più bassa delle medie e a particolari vortici climatici si è registrato un buco dell'ozono di dimensioni ragguardevoli.
Nel 2020 il buco dell'ozono antartico si è chiuso alla fine di dicembre, come dichiarato dall'Organizzazione meteorologica mondiale (Omm); ricordando che era cresciuto rapidamente da metà agosto 2020, raggiungendo il picco di circa 24,8 milioni di chilometri quadrati il 20 settembre, diffondendosi su gran parte del continente antartico.

## Le decisioni in sede internazionale
Le ricerche sui danni provocati dai raggi ultravioletti non schermati dall'ozono sono recenti e non hanno ancora dato risultati definitivi. È comunque un dato di fatto che le radiazioni ultraviolette, soprattutto quelle a più alta energia, abbiano effetti di mutazione genetica e siano quindi causa di tumori.
Si avevano da un lato grandi aziende dei paesi occidentali (tra esse la DuPont) che esitavano a rinunciare agli investimenti dedicati alla produzione di CFC, dall'altro paesi a economia pianificata che denunciavano difficoltà di altro tipo: l'URSS, ad esempio, esitava sostenendo che il piano quinquennale in corso non consentiva variazioni repentine, la Cina aveva in corso la diffusione di frigoriferi in milioni di abitazioni.
Gli Stati Uniti e l'Unione europea dichiararono nel 1989 che avrebbero cessato la produzione dei cinque più comuni CFC entro il 2000, e la decisione venne poi condivisa a Londra nel 1990 da altri 90 paesi, grazie anche alla costituzione di un fondo per sostenere la conversione dai CFC ad altri prodotti.
Ulteriori misurazioni di satelliti mostrarono però l'anno dopo che la distruzione dell'ozono procedeva più velocemente di quanto si fosse stimato e altri paesi si impegnarono a cessare la produzione di CFC entro il 2010.
Bisogna comunque tenere presente che il cloro contenuto nei CFC (che è quello che provoca la distruzione delle molecole di ozono) è altamente stabile: si stima infatti che una molecola di cloro possa trasformare in ossigeno 40 000 molecole di ozono.
Il meccanismo della reazione è il seguente:
- CFC → Cl + FC

- Cl° + O3 → ClO + O2
- ClO + O3 → ClO2 + O2
- ClO2 + raggi UV → Cl + O2

Il radicale monoatomico cloro si rigenera alla fine del ciclo, quindi può ripetere la sequenza di reazioni e reagire con altre molecole di ozono prima di disperdersi.
Negli ultimi anni si sono avuti sia ulteriori, più rigorosi, accordi internazionali (Copenaghen 1992, Vienna 1995, Montréal 1997, ecc.), sia periodiche verifiche scientifiche.
Nel 2000 la produzione di CFC è scesa dal suo massimo di un milione di tonnellate (raggiunto nel 1988) a meno di 100 000 tonnellate per anno, grazie anche all'introduzione dei meno dannosi idroclorofluorocarburi (HCFC); per alcune applicazioni (come i condizionatori per automobili), si è passati anche all'uso di idrofluorocarburi (HFC) che, non contenendo atomi di bromo o di cloro, non sono dannosi per lo strato di ozono (ma che sono comunque dei potenti gas serra).
Ad agosto 2007 la produzione di CFC è nulla e le emissioni sono quindi quasi nulle (a parte i vecchi impianti frigoriferi e antincendio ancora in esercizio). Il "buco nell'ozono" è però continuato ad aumentare data la stabilità della molecola di cloro e probabilmente a causa del massiccio uso del bromuro di metile come fumigante in agricoltura.
Va peraltro osservato come anche l'idrogeno sia fortemente sospettato di interagire con l'ozono nella stratosfera. L'idrogeno è uno dei gas meno densi, assieme all'elio, e raggiunge quindi più rapidamente dei CFC e degli HCFC gli strati più alti dell'atmosfera. Attualmente, la produzione mondiale di idrogeno è pari a 50 milioni di tonnellate all'anno e qualora l'idrogeno venisse proposto come vettore energetico e combustibile per il futuro (idricità, hydricity) la sua produzione dovrebbe salire di almeno un fattore 100 (5 miliardi di tonnellate all'anno); secondo varie stime dall'1% al 7-8% dell'idrogeno prodotto viene disperso nell'ambiente in conseguenza di perdite varie (trasporto, stoccaggio, utilizzo).